# Samuele Porro
Samuele Porro (Guanzate, 15 de mayo de 1988) es un deportista italiano que compitió en ciclismo de montaña en la disciplina de campo a través.
Ganó una medalla de bronce en el Campeonato Mundial de Ciclismo de Montaña en Maratón de 2019 y tres medallas de plata en el Campeonato Europeo de Ciclismo de Montaña en Maratón entre los años 2018 y 2021.

## Medallero internacional
| Campeonato Mundial | Campeonato Mundial   | Campeonato Mundial | Campeonato Mundial |
| Año                | Lugar                | Medalla            | Competición        |
| ------------------ | -------------------- | ------------------ | ------------------ |
| 2019               | Grächen (Suiza)      | Medalla de bronce  | Campo a través     |
| Campeonato Europeo |                      |                    |                    |
| Año                | Lugar                | Medalla            | Competición        |
| 2018               | Spilimbergo (Italia) | Medalla de plata   | Campo a través     |
| 2019               | Kvam (Noruega)       | Medalla de plata   | Campo a través     |
| 2021               | Evolène (Suiza)      | Medalla de plata   | Campo a través     |